# Szadek (Ceków-Kolonia)
Pour les articles homonymes, voir Szadek (homonymie).
Szadek est une localité polonaise de la gmina de Ceków-Kolonia, située dans le powiat de Kalisz en voïvodie de Grande-Pologne.